# Prințesa Maria a Prusiei (1855–1888)
Prințesa Maria a Prusiei (Marie Elisabeth Louise Frederika; 14 septembrie 1855 - 20 iunie 1888) a fost prințesă a Casei de Hohenzollern. A fost fiica Prințului Friedrich Karl al Prusiei și mai târziu a devenit a doua soție a Prințului Henric al Țărilor de Jos și prima soție a Prințului Albert de Saxa-Altenburg. A fost nepoata de frate a împăratului Wilhelm I al Germaniei.

## Biografie

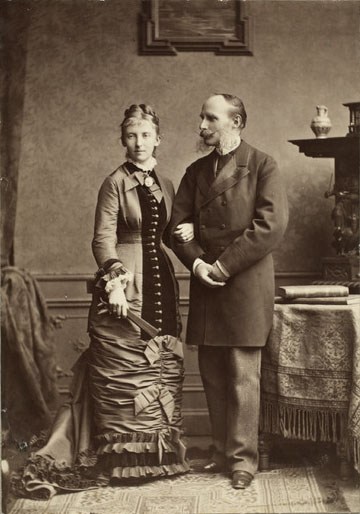
Prințesa Maria și primul ei soț, în 1878.

Prințesa Maria a fost fiica cea mare a mareșalului prusac Prințul Friedrich Karl al Prusiei (1828–1885) și a soției sale, Prințesa Maria Anna de Anhalt-Dessau (1837–1906). Mama Mariei era fiica cea mică a lui Leopold al IV-lea, Duce de Anhalt și a Prințesei Friederike a Prusiei.
La 23 august 1878 Prințesa Maria s-a căsătorit cu Prințul Henric al Țărilor de Jos la Palatul Nou din Potsdam. Soțul ei era al treilea fiu al regelui Willem al II-lea al Țărilor de Jos și a Marii Ducese Anna Pavlovna a Rusiei. Căsătoria dintre Maria și Henric a fost aranjată pentru a salva Casa de Orania-Nassau de la dispariție. Din nefericire, nu au avut copii. La cinci luni după căsătorie, în ianuarie 1879, Prințul Henric a murit după ce s-a îmbolnăvit de rujeolă.
Șase ani mai târziu, la 6 mai 1885, la Berlin, Prințesa Maria s-a recăsătorit cu Prințul Albert de Saxa-Altenburg (1843–1902), fiu al Prințului Edward și a celei de-a doua soții, Prințesa Luise Caroline Reuss-Greiz. Mariajul a fost unul armonius și au avut doi copii:
- Olga Elisabeta (1886–1955), căsătorită în 1913 cu Carl Friedrich von Pückler-Burghauss (1886–1945)
- Maria (1888–1947), căsătorită în 1911 cu Prințul Heinrich XXXV von Reuss (1887–1936)

Prințesa a murit în 1888 de efectele febrei puerperale și a fost înmormântată în cripta familiei Saxa-Altenburg. Al doilea soț s-a recăsătorit în 1891 cu Ducesa Helene de Mecklenburg-Strelitz, o nepoată a Marelui Duce Mihail Pavlovici al Rusiei.
Prințesa Maria a fost nașa nepotului ei Prințul Arthur de Connaught, singurul fiu al surorii sale, Prințesa Louise Margaret a Prusiei.